# Teocracia em Vertigem
Teocracia em Vertigem (oficialmente Especial de Natal Porta dos Fundos: Teocracia em Vertigem) é um filme de comédia brasileiro, lançado em 10 de dezembro de 2020 no YouTube, dirigido por Rodrigo Van Der Put e produzido pelo grupo de humor Porta dos Fundos. O filme é uma paródia de Democracia em Vertigem, documentário de Petra Costa sobre a crise política no Brasil a partir de 2014 e que concorreu ao Óscar.
Para promover o especial, o grupo lançou uma nova versão de "A Marcha do Demo", música dos Vestidos de Espaço, com Arnaldo Antunes nos vocais. A versão ganhou um clipe, com Arnaldo cantando em estúdio e os integrantes do Porta dos Fundos cantando em isolamento social. São mostradas também imagens do making-of do especial.

## Elenco
Compõem o elenco do filme:
| Ator                   | Personagem                         |
| ---------------------- | ---------------------------------- |
| Antonio Tabet          | Peçanhus                           |
| Clarice Falcão         | Diretora (somente a voz)           |
| Daniel Furlan          | Judas Iscariotes                   |
| Emicida                | Simão (somente a voz)              |
| Estevam Nabote         | Guardião (somente a voz)           |
| Evelyn Castro          | Maria                              |
| Fábio de Luca          | João                               |
| Fábio Porchat          | Jesus Cristo                       |
| Gabriel Louchard       | Tiago                              |
| Gabriel Totoro         | Nicodemus                          |
| Gregório Duvivier      | Apresentador do "Jerusalém Alerta" |
| Helio de La Peña       | Médico legista                     |
| João Vicente de Castro | Véio Luciano                       |
| Leandro Ramos          | Pedro                              |
| Marco Gonçalves        | Olavus                             |
| Marcos Palmeira        | Manifestante                       |
| Nathalia Cruz          | Moradora local                     |
| Noemia Oliveira        | Noiva                              |
| Paulo Tiefenthaler     | Pôncio Pilatos                     |
| Pedro Benevides        | Cidadão de Bem                     |
| Pedro Costa            | Ele mesmo                          |
| Pedroca Monteiro       | Ex-Leproso                         |
| Rafael Infante         | Caifás                             |
| Rafael Portugal        | José de Arimatéia                  |
| Raphael Logam          | Outro Messias local                |
| Raul Chequer           | Judas Tadeu                        |
| Renato Góes            | Barrabás                           |
| Sílvia Machete         | Larizete                           |
| Tereza Cristina        | Inrizete                           |
| Thati Lopes            | Maria Madalena                     |
| Yuri Marçal            | Ambulante                          |